# Vöröstarkójú gyümölcsgalamb
A vöröstarkójú gyümölcsgalamb (Ptilinopus dohertyi) a madarak osztályának galambalakúak (Columbiformes) rendjébe és a galambfélék (Columbidae) családjába tartozó faj.

## Rendszerezése
A fajt Lionel Walter Rothschild brit báró és zoológus írta le 1896-ban, a Ptilopus nembe Ptilopus dohertyi néven.

## Előfordulása
Délkelet-Ázsiában, közigazgatásilag Indonéziához tartózó Kis-Szunda-szigetek egyikén, Sumba szigetén honos. 
Természetes élőhelyei szubtrópusi és trópusi síkvidéki és hegyi esőerdők. Állandó, nem vonuló faj.

## Megjelenése
Átlagos testhossza 35 centiméter.

## Természetvédelmi helyzete
Az elterjedési területe kicsi és csökken, egyedszáma 6000 példány körüli is szintén csökken. A Természetvédelmi Világszövetség Vörös listáján sebezhető fajként szerepel.